# Comarca de Mundo Novo
A Comarca de Mundo Novo é uma comarca brasileira localizada no estado de Mato Grosso do Sul, a 450 quilômetros da capital.

## Generalidades
Sendo uma comarca de segunda entrância, tem uma superfície total de 900 km², o que totaliza 3% da superfície total do estado. A povoação total da comarca é de 24.700 habitantes, aproximadamente 1% do total da povoação estadual, e a densidade de povoação é de 27,44 habitantes por km².
A comarca inclui os municípios de Mundo Novo e Japorã. Limita-se com as comarcas de Eldorado, Iguatemi e Sete Quedas.
Economicamente possui um PIB de R$ 275 308 000,00 e PIB per capita de R$ 11 155,10